# Obrium balteatum
Obrium balteatum là một loài bọ cánh cứng trong họ Cerambycidae.